# Kapitan Głowacki
Kapitan Głowacki – żaglowiec nazwany na cześć Włodzimierza Głowackiego (do 1997 jacht nazywał się Henryk Rutkowski na cześć działacza komunistycznego Henryka Rutkowskiego).

## Historia i rejsy
Brygantyna została zbudowana z poniemieckiego kadłuba Kriegsfischkutter (kuter typu KFK); kutry te w czasie II wojny światowej poławiały na Bałtyku i jednocześnie były uzbrojone. Kadłub wydobyty w 1945 i przekazany do Państwowego Centrum Wychowania Morskiego, został wykończony jako rybacki kecz gaflowy (Stocznia Rybacka w Gdyni). Jego specyficzną cechą był nieco przesunięty w stosunku do osi symetrii bukszpryt, zamocowany obok stewy dziobowej, a nie nad nią. 
Jednostka była statkiem szkolnym Szkoły Rybołówstwa Morskiego wypływała na rejsy na Morze Północne i Morze Bałtyckie. W 1967 roku został przejęty przez Ligę Obrony Kraju w Jastarni. W 1970 trafił do Ośrodka PZŻ w Trzebieży. Od 1975 roku żaglowiec służył Bractwu Żelaznej Szekli. Po 1976 wycofano go z eksploatacji z powodu złego stanu kadłuba. Gruntowny remont przeprowadzono w latach 80. w Rybackiej Stoczni Remontowej we Władysławowie, został wtedy przebudowany z kecza gaflowego na brygantynę. Później też zmieniono kolor żagli z białych na brązowe. W 1986 roku powrócił do pływania jako flagowy żaglowiec-szkoleniowy PZŻ. Dawniej był jednym z nielicznych współczesnych żaglowców, który stawiał na rejach boczne żagle wytykowe zwane lizlami, podobnie jak klipry. 
Popularnie przezywany przez żeglarzy najpierw Rutek a obecnie Głowaś.
23 sierpnia 2009, podczas rejsu z Trzebieży do Thyboron w Danii, nieopodal niemieckiego Cuxhaven, Kapitan Głowacki osiadł podczas odpływu na mieliźnie; nikt nie został poszkodowany, załogę ewakuowano.
W 2014 r. Kapitan Głowacki, uważany zawsze za żaglowiec niezbyt szybki i niemający dobrych właściwości regatowych, niespodziewanie zwyciężył w regatach The Tall Ships' Races na trasie Harlingen – Esbjerg. Należąc do klasy A (grupy największych żaglowców), w której był najmniejszą jednostką, wygrał pod dowództwem kapitana Wojciecha Maleiki swoją klasę i klasyfikację generalną.
Wymagający remontu żaglowiec został krótko po tych regatach odstawiony i przez pewien czas niszczał, nie pływając. W sierpniu 2016 osiadł na dnie przy kei w Trzebieży, w październiku 2016 przeholowany został do Kołobrzegu. Właściciel, PZŻ (udział we własności żaglowca miał też Zachodniopomorski OZŻ) nie miał środków na remont. Rozważano nieodpłatne przekazanie jednostki Muzeum Oręża Polskiego w Kołobrzegu, co oznaczałoby wydobycie Głowackiego na brzeg i wycofanie z żeglugi. PZŻ ogłosił konkurs ofert na zakup żaglowca i w czerwcu 2020 r. kupiła go za 150 tys. zł firma 3Oceans (będąca również właścicielem bryga Fryderyk Chopin), deklarując wyremontowanie Głowackiego (czego koszty będą wielokrotnie wyższe niż cena zakupu) i przywrócenie go do żeglugi, co było planowane na rok 2022.  
Ostatecznie remont statku zakończył się w maju 2024 i jeszcze w tym samym roku wziął on udział w The Tall Ships Races.

### Dane podstawowe
- typ: do 1967 kecz gaflowy, aktualnie brygantyna
- armator: 3Oceans[1][8]
- port macierzysty: Szczecin
- rok budowy: 1944
- budowniczy: nieznany, kadłub poniemiecki przebudowany na żaglowiec w Stoczni Rybackiej w Gdyni
- materiał konstrukcyjny: drewno i stal
- tonaż: 99,4 BRT
- długość
  - po pokładzie: 24,30 m
  - z bukszprytem: 30,70 m
- szerokość: 6,40 m
- zanurzenie: 3,3-3,35 m
- wysokość maksymalna: 22,4 m
- powierzchnia żagli: do 1967 - 234 m², do 2020 - 337,5 m², aktualnie 371 m².
- silnik pomocniczy: moc 195 KM
- załoga: 25 osób